# Сухбаатарын Батболд
Сухбаатарын Батболд (монг. Сүхбаатарын Батболд; 24 июня 1963, Улан-Батор) — государственный и политический деятель, премьер-министр Монголии с 29 октября 2009 года по 9 августа 2012 года. До назначения премьером находился на посту Министра иностранных дел в правительстве своего предшественника Санжийна Баяра.
В 2011 году Батболд выделил 150 млн монгольских тугриков (120 тыс. долларов США) на проведение Глобального фестиваля мира из государственной казны, организованного неправительственным Фондом глобального фестиваля мира. Основателем фонда является Мун Хён Джин.

## Биография
С. Батболд родился 24 июня 1963 года в Улан-Баторе в семье врачей. Окончил среднюю школу в Улан-Баторе. Затем он окончил Московский институт международных отношений в 1986 году и Лондонскую школу бизнеса в 1991-м. Также он обучался в Дипломатической академии Министерства иностранных дел РФ в Москве в 2002 году.

## Награды
- Орден Полярной звезды (1999 год).
- Орден Трудового Красного Знамени.

## Интересные факты
При участии Батболда составлен пятиязычный (русский, монгольский, английский, японский, китайский) словарь экономических и финансовых терминов.
3 декабря 2010 года во время церемонии вручения награды лучшим блогерам Сухбаатарын Батболд объявил о том, что завел личный аккаунт в социальной сети «Твиттер».